# Microcervejarias de Espanha
Em 2019 foi produzido em Espanha mais de 39,5 Milhões de hl de cerveja, dos quais 0,17 Milhões de hl correspondem a produção de microcervejarias. Ao todo existem em Espanha 519. Por comunidades, a Catalunha é a comunidade mais representada com 107, seguida pela Andaluzia com 78 e por Castela e Leão com 50. Em termos de consumo de cerveja artesanal, em 2017 calcula-se que a Espanha tenha consumido 170.000hl, sendo que a Catalunha consumiu 20%, a Andaluzia 16%, Castela e Leão 10% e a Comunidade Valenciana 9%.

## O setor
As microcervejarias em Espanha são pequenas unidades produtivas, não podendo ultrapasar os 50.000hl/ano. Em 2014 sete microcervejarias fundam a AECAI -  Asociación Española de Cerveceros Artesanos para promover, defender e publicar dados sobre o setor. Hoje a AECAI tem 80 membros.
A produção por microcervejaria pode variar de menos de 500hl até 50.000hl, sendo a sua distribuição a seguinte:
|                    | Percentagem de microcervejarias |
| ------------------ | ------------------------------- |
| Até 500hl          | 27%                             |
| 500hl - 1.000hl    | 16%                             |
| 1.000hl - 2.500hl  | 24%                             |
| 2.500hl - 5.000hl  | 11%                             |
| 5.000hl - 50.000hl | 21%                             |

## Lista de Microcervejarias por Províncias

### Alicante
Spigha
- Fundação: Fundada em 2011 na cidade de Alcoy[6].
- Marcas: Spigha[6]
- Produção/Vendas: Capacidade produtiva de 3.500 litros por mês[6].

### Badajoz
Sevebrau
- Fundação: Fundada em 2013 na cidade de Villanueva de la Serena
- Prémios: Medalha de Bronze em International Beer Shangai Festival 2014, CICA 2020 y European Beer Star 2015.
- Ligação externa: https://www.sevebrau.com/

### Baleares
Sullerica
- Fundação: Localizada na ilha de Maiorca[7].

Moixa
- Fundação: Localizada na ilha de Maiorca[8].

Món Craft Beer
- Fundação: Localizada na ilha de Maiorca[8].

Breaking Brou
- Fundação: Localizada na ilha de Maiorca[8].

Forastera
- Fundação: Localizada na ilha de Maiorca[8].

Sa Cerviseria
- Fundação: Localizada na ilha de Maiorca[8].

Brusca
- Fundação: Localizada na ilha de Maiorca[8].

Island Brew
- Fundação: Localizada na ilha de Maiorca[8].

Grahame Pearce
- Fundação: Localizada na ilha de Menorca[8].

Illa Artesana
- Fundação: Localizada na ilha de Menorca[8].

### Barcelona
Brutus
- Fundação: Fundada em 2015 na cidade de Sitges,[9] foi adquirida em 2019 pela Mahou‐San Miguel.[10]
- Acionistas: Mahou‐San Miguel (70%).[11]
- Produção/Vendas: É Produzida na fabrica da Mahou‐San Miguel de Alovera.[12] Conta com uma rede de 350 pontos de venda e pode-se encontrar especialmente em Barcelona, Madrid, Tarifa e Ibiza.[13]
- Marcas: Brutus.[14]
- Ligação externa: https://www.brutusthebeer.com/the-beer/

Nómada
- Fundação: Fundada na cidade de Sabadell, foi adquirida em 2016 pela Mahou‐San Miguel.[10]
- Acionistas: Mahou‐San Miguel[10]
- Marcas: Passiflora, Hanami, Revontulet, Petricor, Marabunta, La Manchurita, Royal Porter[15]
- Ligação externa: https://nomadabrewing.com/contacto/

Moritz
- Fundação: Fundada na cidade de Barcelona em 1856, fechando e 1978 e sendo de novo refundada em 2004[16].
- Acionistas: Grupo Agora[17].
- Produção/Vendas: É produzida em Zaragoza na mesma fabrica que produz a cerveja Ambar[18].
- Marcas: Moritz[16]
- Ligação externa:

Cervesa del Montseny
- Fundação: Fundada em 2007[19].
- Marcas: Cervesa del Montseny[20].
- Produção/Vendas: Em 2015 teve um volume de negócios de 800 mil euros[21], exportando 20% de sua produção[21].
- Colaboradores: 8 em 2015[21].

Dawat

### Guadalajara
Arriaca
- Fundação: Fundada em 2014 na cidade de Guadalajara.[2]
- Produção/Vendas: Possui uma fabrica em Guadalajara.[2] Em 2020 produziu 540.000 litros de cerveja e facturou 1,48 Milhões de Euros.[23] A cerveja Arriaca IPA representa 74% das vendas[23]
- Marcas:  Arriaca.[24]
- Prémios: Arriaca Imperial Russian Stout medalha de Ouro no El World Beer Idol 2017.[25] Outros prémios.[26]
- Ligação externa: https://arriaca.es/index.php/es/

La Virgen
- Fundação: Fundada em 2011.[2]

- Acionistas: AB InBev.[27]
- Produção/Vendas: Possui uma fabrica em Las Rozas de Madrid,[2] onde produz 400.000 litros anuais.[2] Em Madrid está presente em 150 pontos de venda.[2]
- Prémios: La Virgen Lager considerada a melhor lager no Concurso World Beer Awards 2018.[2]

### Madrid
La Cibeles
- Fundação: Fundada em 2010 na cidade de Leganés.[2]
- Acionistas: Heineken (51%).[27]
- Produção/Vendas: Em 2015 produziu 230 mil litros e exportou 8%[28].

La  Vallekana
- Fundação: Fundada em 2015 no bairro madrileno de Vallecas.[2]

La Virgen
- Fundação: Fundada em 2011 na cidade de Madrid[29].
- Acionistas: ABInvev[30].
- Produção/Vendas: Em 2022 produziu 15.000 hl[31] e teve um volume de negócios de 8 milhões de euros[29].

### Málaga
Victoria
- Fundação: Fundada em 1928 na cidade de Málaga onde foi produzida até 1996, ano em que a fabrica foi encerrada.[32] A sua produção passou na altura para uma fabrica do grupo Damm na cidade de Murcia[32]. Em 2017 foi inaugurada na cidade de Malaga uma pequena unidade fabril onde a marca passou a ser de novo produzida.[32]
- Acionistas: Grupo Damm.[32]
- Produção/Vendas: Possui uma fabrica na cidade de Málaga com capacidade produtiva de 30.000Lt dia.[32]
- Marcas: Victoria.[33]
- Ligação externa: https://www.cervezavictoria.es/es

### Segovia
San Frutos
- Fundação: Fundada em 2013[34] na cidade de Segovia.[35]
- Produção/Vendas:  Possui uma fabrica na cidade de Segovia.[36] Em 2018 produziu 120.000 litros[36] e pode-se encontrar na província de Segovia, provincias limítrofes e Madrid.[36]
- Marcas: San Frutos.[37]
  - Outras marcas: Vikingathor.[35]
- Prémios:Vikingathor medalha de prata no Concurso European Beer Star 2011 e 2012, medalha de prata no concurso Asia Beer Cup 2013 e medalha de ouro no concurso Barcelona Beer Challenge 2017.[38]
- Ligação externa:https://cervezasanfrutos.com/, http://www.vikingathor.com/

Alea Jacta
- Fundação: Localizada em Carbonero el Mayor.[39]
- Marcas: Alea Jacta.[40]
- Ligação externa: https://alea-jacta.es/

Casuar
Baixer
- Fundação: Localizada em Tizneros.[39]

Goose
- Fundação: Localizada em Real Sitio de San Ildefonso o La Granja[39].

Octavo Arte
- Fundação: Localizada em La Lastrilla.[39]

- Tem brewpub.[39]

Veer
Fundação: Localizada em Sebúlcor.

### Tarragona
Rosita
- Fundação: Fundada em 2007 na cidade de Tarragona.[2]
- Produção/Vendas: Em 2007 produziu 40 mil litros e está presente em 14 países.[28].

### Toledo
Domus
- Fundação: Fundada em 2007 na cidade de Toledo.[41]
- Marcas: Domus, Ninfa, Catedrale, Iberus, Pangea, Santo Tomé, Soup[42]
- Produção/Vendas: Em 2015 produziu 100 mil litros e exportações para os Estados Unidos e Ásia.[28].
- Prémios: Ninfa medalha de Ouro no Concurso Barcelona Beer Challenge 2019.[43]
- Ligação externa: https://cervezadomus.com/

La Sagra
- Fundação: Fundada em 2011 na localidade de Numancia de la Sagra.[44]
- Acionistas: Molson Coors (51%).[45]
- Produção/Vendas: Possui uma fabrica em Numancia de la Sagra.[46] Teve um volume de negocios em 2019 de 3,8 milhões de euros,[47] vendendo 16.000hl de cerveja.[48] Exporta 25% da sua produção.[47]
- Marcas: La Sagra,[49] Burro de Sancho,[50] Cerveza Castellana,[50] Madrí,[50] Senador Volstead[50] e Cordobeer.[50][51]
  - Outras marcas: Produz as marcas artesanais brancas do Carrefour Espanha[52] e distribui a marca Carling, Coors Light, Staropramen, Miller Genuine Draft e Blue Moon em Espanha.[45]
- Prémios: La Sagra Bohío medalha de Ouro no Concurso de Lyon;[53] La Sagra Bohío medalha de Bronze no Dublin Craft Beer AllTech;[53] La Sagra IPA medalha de Ouro no Concurso de Lyon.[53]
- Ligação externa: https://www.cervezalasagra.es/

### Zaragoza
Golden Promise Brewing
- Fundação: Fundada em 2017 na cidade de Zaragoza.[54]
- Produção/Vendas: Tem capacidade produtiva de 32.500 litros anualmente.[55]
- Marcas: Golden Promise[55].
- Ligação externa: https://goldenpromisebrewing.com/